# Olpium omanense
Espèce
Olpium omanense est une espèce de pseudoscorpions de la famille des Olpiidae.

## Distribution
Cette espèce se rencontre en Oman, en Iran et au Pakistan.

## Description
Les mâles mesurent de 1,90 à 2,10 mm et les femelles de 2,40 à 2,49 mm.

## Étymologie
Son nom d'espèce, composé de oman et du suffixe latin -ense, « qui vit dans, qui habite », lui a été donné en référence au lieu de sa découverte, Oman.

## Publication originale
- Mahnert, 1991 : Pseudoscorpions (Arachnida) from the Arabian Peninsula. Fauna of Saudi Arabia, vol. 12, p. 171-199.